# 顏志恒
顏志恒（英語：Benson Ngan Chi Hang，1979年11月21日—），香港男歌手及演員，酒店西廚，2022年香港無綫電視歌唱選秀節目第一屆《中年好聲音》第5名。自小熱愛唱歌以浴室作為演唱舞台，比賽間被封為「浴室歌王」。憑比賽歌《一首歌一個故事》獲100強選手中最高YouTube點擊率，成為單曲之冠，於TVB《See Saw 先》Facebook專頁的首次投票中奪最高人氣票數，成為《中年好聲音》人氣歌手之一。2023年簽約無綫電視。

## 簡歷
顏志恒於酒店工作時認識太太，2013年結婚，育有二子。他曾表示生存意義就是讓家庭生活過得安穩，惟太太對他的歌聲甚為欣賞，極力推薦他參與歌唱比賽，在一次公司集團舉辦的歌唱比賽中，憑《青春頌》榮膺亞軍。2017年太太為他一連報名7個公開比賽，最後奪得5冠2亞的佳績，並展開追夢的旅程。
2019年他與數名志同道合成立《RumMusic》音樂團體，吸引歌唱愛好者加入，當中同屆的呂卓欣獲50強席位；胡觀明晉身《中年好聲音 2》108強，李振鵬及劉肇文更成為30強人馬；張家豪及李灃恩於《中年好聲音 3》分別獲取30強及60強名銜。這段夢幻旅程除太太悉心扶持，還獲團體成員鼓勵，讓「浴室歌王」從浴室走上大舞台，曾於紅磡香港體育館、機場亞洲國際博覽館及九龍灣國際展貿中心演出。
《顏志恒粉絲團 bensonfanclub - bens加油站》Facebook專頁於2023年3月16日成立，未有半年吸納成員人數逾 5,000。《顏志恒國際歌迷會》於2023年5月20日成立，粉絲暱稱為bens，歌迷會將不定時舉辦歌迷聚會。為慶祝顏志恒44歲生日，太太與bens合力炮製驚喜，送上精心別緻應援巴士，巴士上貼滿顏志恒多個造型硬照及2023年11月15日舉行的生日音樂會主題。巴士於10月11日至12月11日行駛，一連9個星期。
2025年3月27日，顏志恒首支新歌《浴室歌王》正式推出。為隆重其事，歌迷為歌曲作出宣傳應援，於鑽石山港鐵站途人往屯馬綫方向，放置15塊廣告燈箱及8塊大型 LED Wall，由3月27日至4月2日，歡迎任何人到此打卡留念。《浴室歌王》MV（Music Video）於推出歌曲當晚9時在《TVB Music Group》YouTube頻度首播。

## 比賽歷程
《中年好聲音》3000多人海選中，顏志恒以《一首歌一個故事》參賽，唱了一小段已獲Maria Cordero（肥媽）及曾志偉讚賞，順利入圍。100強比賽續以此曲表現人前，從5位評審中奪得4燈，未有按燈的張佳添直言最想看其進步，封他為比賽「黑馬」，廣眾網民留言讚揚他的表現。除獨唱歌，他夥拍周吉佩、魏嘉信、曹敏寶及丁文俊演繹《燕尾蝶》贏得全場最高分數。與吳大強合唱《總有你鼓勵》被嘉賓評判鍾鎮濤稱讚聲線各有特色。
分組賽憑《媽媽 I Love You》奪得肥媽歡心，給予滿分。因小時候未能及時珍惜父愛，憑歌寄意演繹《空凳》，奪得MVP(Most Valuable Player最有價值選手) 。在演繹譚詠麟金曲一集，他唱《講不出再見》獲譚詠麟讚賞玩拍子夠膽色，被要求清唱《一首歌一個故事》，再獲他盛讚低音十分出色。決賽當晚跳唱《拒絕再玩》得到一致評審稱讚，取得91分，最終奪得第5名。

## 音樂風格
顏志恒的偶像是許志安，《中年好聲音》決賽前一直沒選唱他的歌曲，在《中年好聲音紅白大戰》的《神秘嘉賓》環節中，唱許志安歌曲《一家一減你》，一嘗模仿偶像滋味。他於《歡樂滿東華2023》與許志安合唱《昨遲人》。顏志恒於比賽間大多演繹八、九十年代具高低起伏的情歌及勵志歌，如張學友的《我應該》、陳百強的《摘星》、譚詠麟的《講不出再見》及張惠妹的《原來你什麼都不要》等。決賽初試跳唱張國榮的《拒絕再玩》。

## 歌曲
- 《我們的名字》（第一屆《中年好聲音》26強參賽者合唱）
- 《不再猶豫》（第一屆《中年好聲音》12強參賽者合唱）
- 《無界》（TVB 2024巴黎奧運主題曲 與TVB群星合唱）
- 《浴室歌王》（個人首支派台單曲）

## 派台歌曲成績
| 派台歌曲成績（五台） | 派台歌曲成績（五台） | 派台歌曲成績（五台） | 派台歌曲成績（五台） | 派台歌曲成績（五台） | 派台歌曲成績（五台） | 派台歌曲成績（五台） | 派台歌曲成績（五台）                 |
| -------------------- | -------------------- | -------------------- | -------------------- | -------------------- | -------------------- | -------------------- | ------------------------------------ |
| 唱片                 | 歌曲                 | 903                  | RTHK                 | 997                  | TVB                  | ViuTV                | 備註                                 |
| 2024年               |                      |                      |                      |                      |                      |                      |                                      |
|                      | 無界                 | -                    | -                    | -                    | -                    | ×                    | 與TVB群星合唱 TVB 2024巴黎奧運主題曲 |
| 2025年               |                      |                      |                      |                      |                      |                      |                                      |
| 浴室歌王             | 浴室歌王             | -                    | -                    | 10                   | 3                    | ×                    | 首支個人派台單曲                     |

| 各台冠軍歌總數（五台） | 各台冠軍歌總數（五台） | 各台冠軍歌總數（五台） | 各台冠軍歌總數（五台） | 各台冠軍歌總數（五台） | 各台冠軍歌總數（五台） |
| ---------------------- | ---------------------- | ---------------------- | ---------------------- | ---------------------- | ---------------------- |
| 903                    | RTHK                   | 997                    | TVB                    | ViuTV                  | 備註                   |
| 0                      | 0                      | 0                      | 0                      | 0                      | 五台冠軍歌總數：0      |

- （*）上榜中
- （-）未能上榜
- （×）沒有派往該台
- （(1)）兩週冠軍

## 演出項目

### 電視節目（TVB）
- 2022年：《中年好聲音》
- 2023年：《中年好聲音紅白大戰》
- 2023年：《煮東煮西》
- 2023年：《煮東煮西 中秋篇》
- 2023年：《大笪地唱不停》
- 2023年：《明愛暖萬心》[37]
- 2023年：《獎門人I Love爸爸感謝祭》[38]
- 2023年：《思家大戰》
- 2023年：《奇蹟小店》
- 2023年：《咁你都唔識》
- 2023年：《阮兆輝演藝70樂今宵》
- 2023年：《萬眾同心公益金》[39]
- 2023年：《星光熠熠耀保良》[40]
- 2023年：《香港同胞慶祝中華人民共和國成立七十四周年文藝晚會》[41]
- 2023年：《善心滿載仁愛堂》
- 2023年：《歡樂滿東華2023》[42]
- 2023年：《福佑香江 同心邁向2024》[43]
- 2024年：《慈善星輝仁濟夜》[44]
- 2024年：《中年好聲音2》(第18集 中一 x 中二對唱(I) ; 第19集 中一 x 中二對唱(II))
- 2024年：《第九屆全港運動會開幕典禮》
- 2024年：《拍檔廚房》
- 2024年：《福佑香江 同心邁向2025》[45]

- 2025年：《喜迎金蛇慶豐年》
- 2025年：《今晚乜都拗》
- 2025年：《中年好聲音3》(第21集 師兄、師姐助力賽(I))

### 演唱會 / 公開表演
- 2023年：《肥媽面對面演唱會》 中年好聲音18強演出嘉賓（香港體育館）
- 2023年：TVB《中年好聲音夢想成真演唱會》（九龍灣國際展貿中心 Star Hall）
- 2023年：TVB《大笪地唱不停》音樂會
- 2023年：《慶祝香港回歸祖國26周年家鄉市集嘉年華》[46]
- 2023年：《好市民頒奬典禮2022》 [47]
- 2023年：《星濟 ‧ 好聲音慈善音樂會》
- 2023年：《benson XLIV birthday celebration gig 》（九龍灣國際展貿中心 Music Zone）
- 2024年：《胡渭康lovereturns慈善演唱會》（灣仔伊利沙伯體育館）
- 2024年：《中年好聲音璀璨夜》（澳門永利皇宮）
- 2024年：《一班好聲音•「十」力無限演唱會》（麥花臣場館）
- 2024年：《神奇學生》2024全港澳最大型合家歡兒童音樂劇（青年廣場 Y綜藝館）
- 2025年：《東區唱唱跳跳的好時光》慈善活動（青年廣場 Y綜藝館）

## 外部連結
- 顏志恒的Facebook專頁
- 顏志恒的Instagram帳戶
- 顏志恒的Youtube Channel （页面存档备份，存于）